# Kellog (fiume)
Il Kellogg (in russo Келлог?; nel corso superiore Bol'šoj Kellogg) è un fiume della Siberia Occidentale, il maggior affluente sinistro del fiume Eloguj (bacino dell'Enisej). Scorre nel Circondario autonomo Jamalo-Nenec e nel Territorio di Krasnojarsk. 
Il fiume proviene dal lago Okun' nel Krasnosel'kupskij rajon del Circondario autonomo Jamalo-Nenec. La sua lunghezza è di 239 km, l'area del bacino è di 5 390 km². Nella parte superiore, per 73 km, scorre attraverso la parte meridionale della Riserva idrica di Verchne-Tazovskij; sfocia nel fiume Eloguj a 200 km dalla foce.